# Gino Soccio
Gino Soccio, född 1955 i Montréal, är en kanadensisk discomusiker och producent. 
I Gino Soccios musik hörs tydliga spår av discoartister som Cerrone, Chic och Sylvester. Många misstar honom för att tillhöra italodiscon i Europa, kanske på grund av det italiensk-klingande namnet. Soccio var dock, i likhet med kändare namn som Patrick Cowley och Giorgio Moroder, en av de stora influenserna för eurodisco och italodisco. 
Trots att flera av hans låtar har blivit discoklassiker låg han inte särskilt högt på listorna då han var verksam. Den förföriska låten "Dancer" hamnade på plats #48 på Billboard Hot 100 1979. Några andra av Soccios klubbklassiker är "Try It Out" (1981) och "Remember" (1982).